# Skye Bridge
Die Skye Bridge (deutsch: Skye-Brücke) verbindet Skye, die größte Insel der Inneren Hebriden, mit dem schottischen Festland. Die Straßenbrücke ist Teil der A87. Sie führt von Kyle of Lochalsh über das Westende von Loch Alsh, ein südlich an den Minch anschließendes Sea loch, nach Kyleakin auf Skye. An dieser Stelle ist Loch Alsh nur 400 Meter breit.

## Geschichte
Seit dem 17. Jahrhundert gab es Fährbetrieb in dieser Gegend, da hier an manchen Stellen nur 250 Meter Wasser zwischen den Ufern liegen. Die Errichtung einer Brücke zur dünn besiedelten Insel Skye schien zunächst nicht gerechtfertigt. Aufkommender Wohlstand und vor allem zunehmender Tourismusverkehr brachten die Regierung 1989 dazu, mit den Planungen zu beginnen. Mit der Konstruktion wurde das schottisch-deutsche Konsortium Miller-Dywidag beauftragt. Die Arbeiten wurden 1992 aufgenommen. Am 16. Oktober 1995 wurde die Spannbetonbrücke mit zwei Pfeilern auf Senkkästen, die bis zwölf Meter unter die Meeresoberfläche reichen, dem Verkehr übergeben. Der Fährbetrieb in den etwa einen Kilometer östlich davon liegenden Fährhäfen über den Loch Alsh wurde daraufhin eingestellt. Die Hauptspannweite der Skye Bridge beträgt 250 Meter, die beiden Nebenspannweiten je 125 Meter. Zwei Fahrstreifen sowie ein Rad- / Gehweg auf jeder Seite ermöglichen meist reibungslosen Verkehr.

## Maut-Kontroverse
Für Aufregung sorgte die anfängliche Höhe der Mautgebühr für die privat vorfinanzierte Verkehrsverbindung. 2004 kosteten Hin- und Rückfahrt mit dem Auto 11,40 Pfund und damit ein Vielfaches der Gebühren für vergleichbare Brücken. Bezogen auf die Streckenlänge soll es die höchste Mautgebühr Europas gewesen sein. Schon zur Eröffnung formierte sich eine lokale Oppositionsgruppe unter dem Namen Skye and Kyle against Toll (deutsch: Skye und Kyle gegen Mautgebühr), die mit zahlreichen Protestaktionen, darunter Mautverweigerung, für Aufsehen sorgte. Über 500 Verhaftungen und mehr als 130 Verurteilungen im Laufe der Jahre waren die Folge. Die Private Finance Initiative hatte 33 Millionen Pfund an Maut eingenommen, als nach längeren Verhandlungen am 21. Dezember 2004 mit der Bekanntgabe des Kaufs der Brücke durch die schottische Exekutive die Einziehung von Mautgebühren eingestellt wurde. Der Preis betrug 27 Millionen Pfund.